# Yvonne Englich
Yvonne Englich (* 5. Dezember 1979 in Waiblingen als Yvonne Hees; † 8. Januar 2018 in Witten) war eine deutsche Ringerin.

## Leben
Die gelernte Kauffrau im Einzelhandel und letztlich Brandmeisterin bei der Berufsfeuerwehr Dortmund, begann im Alter von neun Jahren mit dem Ringen. Erste Handgriffe erlernte sie beim SC Korb, für den sie auch ihre größten internationalen Erfolge errang. Nach dem vierten Platz bei den ersten Deutschen Meisterschaften im weiblichen Ringen 1994 in Würzburg wurde sie 1997 bei der Junioren-EM Vize-Europameisterin. Ein Jahr später erreichte sie bei der Junioren-WM den fünften Platz. Bei der Junioren-EM 1999 wurde sie erneut Vize-Europameisterin, anschließend bei der Junioren-WM im gleichen Jahr Dritte.
2000 trat sie erstmals im Seniorenbereich an und erreichte bei der Weltmeisterschaft den siebten Platz. 2001 wurde sie Zweite bei den Deutschen Meisterschaften. Aus privaten Gründen zog die Athletin 2001 nach Dortmund. Sie erreichte 2002 ihren ersten nationalen Titelgewinn. Ihrem Korber Heimtrainer Matthias Krohlas schenkte sie daraufhin die Goldmedaille. 2008 wurde sie erneut Deutsche Meisterin.
2008 gab Englich ihr Startrecht an den Heimatverein, den SC Korb, zurück. Nach zwei Babypausen kehrte sie auf die Ringermatte zurück. Nachdem ihr Mann Mirko Englich die Silbermedaille bei den Olympischen Spielen 2008 in Peking gewonnen hatte, plante sie eine Rückkehr zum aktiven Sport mit dem Ziel, an den Olympischen Spielen 2012 in London teilzunehmen. Sie folgte auch deshalb ihrem Ehemann ins Leistungszentrum Frankfurt/Oder, um unter professionellen Bedingungen Familie und Sport miteinander vereinbaren zu können. Die weiteren Erfolge waren ihr dritter Titel bei den Deutschen Meisterschaften in Freiburg und ein dritter Platz bei der EM 2011. Die Qualifikation zu den Olympischen Spielen 2012 verpasste Englich ebenso wie ihr Mann. Sie wurde zum Jahresende 2012 aus dem Bundeskader gestrichen. Im März 2013 erreichte sie den dritten Platz bei den Deutschen Meisterschaften.
Beim KSV Witten 07 war Englich als Jugendtrainerin aktiv.
Am 8. Januar 2018 starb sie nach langer Krebserkrankung. Sie hinterlässt ihren Mann und zwei Kinder.